# Aeroport d'Annobón
Aeroport Internacional d'Annobón (codi IATA: NBN, codi OACI: FGAB) és el nom que rep un aeroport en el nord de l'illa d'Annobón (Regió insular) prop de la localitat de San Antonio de Palé en el sud del país africà de Guinea Equatorial.
Va començar com una pista modesta i curta, motiu pel qual es dificultava el transport per via aèria, en 2008 es va produir un accident amb diversos morts, la qual cosa impulso l'ampliació i modernització de l'aeroport en obres que van concloure l'any de 2012 amb un cost de 100 milions d'euros i a càrrec de les empreses Somagec i General Work.

## Aerolínies i destinacions
| Aerolínies                      | Destinacions |
| ------------------------------- | ------------ |
| Ceiba Intercontinental Airlines | Bata, Malabo |